# (4411) Kochibunkyo
(4411) Kochibunkyo – planetoida z pasa głównego asteroid okrążająca Słońce w ciągu 3 lat i 70 dni w średniej odległości 2,17 j.a. Została odkryta 3 stycznia 1990 roku w obserwatorium w Geisei przez Tsutomu Seki. Nazwa planetoidy pochodzi od stowarzyszenia Kochi Prefecture Cultural and Educational Association powstałego w Kochi w kwietniu 1948 roku i zajmującego się popularyzacją astronomii. Przed jej nadaniem planetoida nosiła oznaczenie tymczasowe (4411) 1990 AF.